# عربة تخدير
عربات التخدير هي أحد أجهزة المشفى المستخدمة لتخزين الأدوات اللازمة للمساعدة أثناء الإجراءات المستدعية لإدارة التخدير. يشير التخدير إلى استخدام العقاقير للسيطرة على عقل المريض وحماية الشخص من الشعور بأي ألم أثناء أي عملية جراحية. من المهم جدًا تنظيم أدوات التخدير والحفاظ عليها بطريقة جيدة بحيث يتلقى المرضى رعاية التخدير المناسبة. لضمان عدم وعي المرضى وعدم شعورهم بالألم أثناء القيام بالجراحة، يتم التزويد بعربات أثناء التخدير يمكنها المساعدة في الحفاظ على جميع أدوات التخدير اللازمة وجعلها في متناول اليد بسهولة.
تسمح هذه العربات لأطباء التخدير بالوصول بسهولة لجميع أدوات التخدير وموقعها المحمول بسهولة. يستطيع أطباء التخدير تقديم أدواتهم الطبية أو انتزاعها بسرعة وبسهولة عند الحاجة إليها. في بعض الأحيان، يلزم الأمر اللجوء لإخراج المرضى من حالتهم التخديرية سريعًا وقد يستحيل ذلك أو يكون صعبًا إذا لم تُستخدم عربات التخدير. يسمح تصميم العربات المزودة في التخدير بسهولة التنقل بين الحجرات ويمكن استخدامها في العديد من غرف العمليات. يوفر أفراد الخدمات الطبية الوقت والمجهود عن طريق عدم الاضطرار للبحث عن أدوات التخدير وجمعها.
تتوفر العديد من المميزات المطورة في عربات التخدير. للحفاظ على أمان معدات التخدير وتوفيرها للمستخدمين المصرح لهم بذلك، يعد غلق الأدراج الخيار الأفضل. توفر عربات التخدير المذكورة أدراجًا متزلجة بسلاسة على متزلجات مدرفلة لمنع الإزاحة أو التذبذب. تزيد القواعد المثبتة المدرجة استقرار عربة تخزين التخدير وتمنع التحول أثناء النقل. توفر مقابض الدفع سهلة القبض وعجلات الدوران السلسة والمغلقة أقصى قدر من المناورة بعربة التخدير. تتوفر عربات التخدير في أحجام وألوان مختلفة كثيرة لتلبية احتياجات المرافق المحددة. وغالبًا ما تستخدم المرافق الألوان لتنظيم العملية لتحديد أي من العربات تنتمي لأي غرفة في المستشفى أو المركز الطبي.

## جهاز التخدير على النقيض من عربة التخدير
يُزود جهاز التخدير بدعم ميكانيكي للجهاز التنفسي (التنفس الصناعي) ودعم الأكسجين بجانب أنه إحدى وسائل التحكم في غازات التخدير التي قد تُستخدم في التهدئة والتخدير الكلي. تُزود عربة التخدير بأدوية الدفع الرابعة الإضافية للتخدير والتهدئة والانعكاس ومعدات إضافية قد يحتاجها الشخص القائم بعملية التخدير أو التهدئة وجهاز لدعم الجهاز التنفسي وإنعاشه. من المهم جدًا تنظيم أدوات التخدير والحفاظ عليها بطريقة جيدة بحيث يتلقى المرضى رعاية التخدير المناسبة.

## اقرأ أيضاً
- بوصلة هيرتز